# Zarównie
Zarównie – wieś w Polsce położona w województwie podkarpackim, w powiecie mieleckim, w gminie Padew Narodowa}.
| SIMC    | Nazwa       | Rodzaj    |
| ------- | ----------- | --------- |
| 0803584 | Od Rusinowa | część wsi |
| 0803590 | Piątki      | część wsi |
| 0803609 | Rzochów     | część wsi |

W latach 1975–1998 miejscowość administracyjnie należała do województwa tarnobrzeskiego.